# 10098 Jaymiematthews
10098 Jaymiematthews è un asteroide della fascia principale. Scoperto nel 1991, presenta un'orbita caratterizzata da un semiasse maggiore pari a 3,0265456 au e da un'eccentricità di 0,0907917, inclinata di 10,42974° rispetto all'eclittica.